# Ostra randka
Ostra randka – niskobudżetowy, niezależny polski thriller sensacyjny z roku 2012 w reżyserii Macieja Odolińskiego zrealizowany w technice 3D.

## Fabuła
Młoda, romantyczna i naiwna studentka Gosia, po  sprzeczce z chłopakiem Kubą, wpada w ręce niebezpiecznego przestępcy Mariusza Kurskiego. Kurski i jego nieobliczalni kumple, zamieszani w nielegalny handel ludzkimi organami realizują swój szokujący plan. Gosia podejmuje nierówną walkę o swoje życie.  

### Realizacja
Zdjęcia do filmu realizowano w 2012 r., w Poznaniu, Berlinie, Nowym Tomyślu, Warszawie i Piasecznie k. Warszawy. Film kręcono kamerami  Sony PMW F55 (rig 3D) i Panasonic AG-3DP (SS-3D). Muzyka nagrana w studiu BG Berlin. W filmie wykorzystano piosenki J.J Cale'a i Troy Millera. 

### Obsada
- Paweł Wilczak – Mariusz Kurski
- Sylwia Boroń – Małgosia Różańska
- Małgorzata Buczkowska – Lili
- Magdalena Czerwińska – recepcjonistka Magda
- Anita Jancia - recepcjonistka Iwona
- Daniel Misiewicz - Kuba
- Jadwiga Gryn - Dana
- Ewa Szykulska - babcia Teresa
- Mehdi Moinzadeh

### DVD i Blu-ray
Premiera DVD i Blu-ray 3D - 21 marca 2014 r. Wersja Blu-ray zawiera dwie wersje filmu (2D i 3D) oraz dodatki.